# Carmen Ollé
Carmen Ollé (Lima, Perú, 29 de juliol de 1947) és una poeta, narradora i crítica peruana. Juntament amb Blanca Varela, és considerada entre les més destacades representants de la poesia femenina contemporània del Perú,

## Biografia
És filla de Luis Ollé Destéfano i Carmen Rosa Nava Acevedo. Va estudiar Educació en l'especialitat de Llengua i Literatura a la Universidad Nacional Mayor de San Marcos i es va llicenciar l'any 1975.
Ha estat professora de Literatura a la Universitat Nacional d'Educació Enrique Guzmán i Valle (La Cantuta) des del 1981 fins al 1993, directora del Centre de Documentació sobre la Dona (1993-2000), directora del Pen Club del Perú i presidenta de la Xarxa d'Escriptores Llatinoamericanes (RELAT).
Des del 2000 és coordinadora del Programa Ciutadania i Comunicació en Estudi per a la Defensa dels Drets de la Dona (Demus) i dicta tallers al centre d'estudis literaris Antonio Cornejo Polar (2007). Ha residit llargues temporades a França, Alemanya, Espanya i Estats Units.

## Obres
L'obra de Carmen Ollé inclou tant la poesia com la narració. És considerada membre de la Generació de 1970 encara que el seu primer llibre, el poemari Nits d'adrenalina, va aparèixer el 1981. El seu següent llibre publicat va ser Todo orgullo humea la noche (1988), en poesia i prosa. Des de llavors ha preferit enfocar-se en la narrativa. La seva última obra, Retrato de una mujer sin familia ante una copa (Peisa, 2007), és, segons les seves pròpies paraules, un llibre-fusió de gènere inclassificable. Hi convergeixen el relat, l'assaig i fins i tot una entrevista fictícia a la novel·lista Patricia Highsmith.
«Cap escriptor ha atret tant d'atenció de la crítica especialitzada com ho ha fet Carmen Ollé. El món de la dona, la llar, la política, la cultura i la modernitat són els seus temes preferents. Ollé es distingeix per la seva profunda i vigorosa veu poètica, que hom pot anomenar d'inconfusible entre les poetes peruanes.»

## Noches de adrenalina
Noches de adrenalina comença així:
| « | Tener 30 años no cambia nada salvo aproximarse al ataque cardíaco o al vaciado uterino. Dolencias al margen nuestros intestinos fluyen y cambian del ser a la nada. He vuelto a despertar en Lima a ser una mujer que va midiendo su talle en las vitrinas como muchas preocupada por el vaivén de su culo transparente. Lima es una ciudad como yo una utopía de mujer. Son millas las que me separan de Lima reducidas a solo 24 horas de avión como una vida se reduce a una sola crema o a una sola visión del paraíso. ¿Por qué describo este placer agrio al amanecer? Tengo 30 años (la edad del stress). Mi vagina se llena de hongos como consecuencia del primer parto. Este verano se repleta de espaldas tostadas en el Mediterráneo. El color del mar es tan verde como mi lírica verde de bella subdesarrollada. | » |

## Edicions
- Primera: Lima: Cuadernos del Hipocampo de l'Hipocamp, 1981.
- Segona: Lima: Pluja Editors, 1992.
- Tercera: Buenos Aires: Terra Ferma, 1994.
- Edició bilingüe (espanyol-anglès): Nights of adrenaline. California: Floricanto, 1997. Traducció: Anne Archer.